# Vîskrîva, Popasna
Vîskrîva (în ucraineană Вискрива) este un sat în așezarea urbană Komîșuvaha din raionul Popasna, regiunea Luhansk, Ucraina.

## Demografie
Componența lingvistică a localității Vîskrîva
     Ucraineană (100%)
Conform recensământului din 2001, toată populația localității Vîskrîva era vorbitoare de ucraineană (100%).